# Zendülés a Caine hadihajón (regény)
A Zendülés a Caine hadihajón Herman Wouk 1951-ben megjelent Pulitzer-díjas regénye. A könyvben olvasható zendülés soha nem történt meg az Amerikai Egyesült Államok Haditengerészeténél, hanem csupán egy fikció, amely Wouk személyes tapasztalatairól szól a második világháborúban a Csendes-óceánnál szolgáló aknakereső-romboló fedélzetén. A cselekményben a katonai bíróság tárgyalása jelenti a drámai tetőpontot.

## Cselekmény
A könyv főszereplője egy jómódú családból származó, ámbár tapasztalatlan fiatalember, Willie Seward „Willie” Keith, aki az Amerikai Egyesült Államok Haditengerészetéhez jelentkezik tengerészkadétnak, hogy megmenekülhessen a hadseregbe történő besorozástól a második világháború idején.
A könyv első része bemutatja a (princetoni végzettsége dacára bárzongoristaként tevékenykedő) Willie-t, May Wynn bárénekesnő iránt feltámadt szerelmét, és ebből fakadó konfliktusait (a lány olasz származása, társadalmi helyzete miatt nem képzelhető el, hogy feleségül vegye).
Willie-t magas azonossági száma jó ideig megmenti a besorozástól, de amikor már ezt nem kerülheti el, inkább tengerésztiszti tanfolyamra jelentkezik, mert ezt a beosztást veszélytelenebbnek véli. A kadétiskola elvégzése után (ahol igen jó elméleti eredményeket ér el, de szerelmi konfliktusa miatt a maximális rossz pontot gyűjti össze), az USS Caine nevű, öreg, első világháborús rombolóból átalakított aknakereső-rombolóra vezénylik.
Meghal Willie édesapja, aki már tengerész szolgálatot teljesítő fiának küldött levelében megfogalmazta "végrendeletét": azt kéri, hogy fia az életben ne a kényelembe meneküljön, hanem férfiasan keresse és vállalja azokat a feladatokat, amelyek – most a tengerészet kötelékében – rá várnak. Tulajdonképpen a könyv további részeiben Willie sorsfordító döntéseit apjának ez a levele határozza meg.
Willie megérkezik öreg, nyomorúságos hajójára, és elképed az ott uralkodó állapotokat látva: a legénység ápolatlan, rongyos, koszos egyenruhát visel (azt sem szabályszerűen), a felállított őr éjjel büntetlenül elalhat, stb. Mindezekért a hajó parancsnokát, William De Vriess korvettkapitányt tartja felelősnek, aki szerinte nem tart kellő fegyelmet, és fölényes parancsnoki modorát is megalázónak tartja. Érdekes módon azonban az aknakereső rajban mégis ez a hajó nyújtja a legjobb szakmai teljesítményt, a legénység szereti a parancsnokot, mindezt Willie nem tudja mivel magyarázni. Willie, mint híradó szolgálatos tiszt, elveszít egy, a hajónak szóló táviratot, és számára úgy tűnik, ezzel végképp leszerepelt a kapitány előtt; ezen a hajón nem futhat be szolgálati karriert. Azt tervezi, hogy megkéri a tengernagyot, akit egy estélyen zongorajátékával lenyűgözött, és aki korábban célzott rá, hogy törzsének állandó tagjává helyeztetné át, hogy tegye ezt. Ekkor megérkezik apja utolsó levele, melyben figyelmezteti, hogy ne térjen ki a hajóján rá váró feladatok elől – és Willie meghozza sorsfordító döntést: nem kéri a tengernagytól az áthelyezését.
Új parancsnok érkezik a hajóra, akit Willie első látásra megszeret. Queeg korvettkapitány rendcsináláshoz lát a hajón: szabályozza a szolgálati rendet, érvényt szerez az egyenruha viselés szabályainak, úgy tűnik, a hajón minden jóra fordul. Csak egy probléma van: az új kapitányban nyoma sincs elődje fölényes hajóvezetési tudásának, össze-vissza adott parancsai nyomán a hajó már első útján megfeneklik. Máskor, célvontatás közben, miközben egy, az egyenruháját hanyagul viselő matrózt leckéztet, nem figyel hajójának útvonalára, és kört leírva, elvágja saját vontatókötelét. Ezekért, és minden hasonló hibájáért tisztjeit és a legénységet teszi felelőssé, aránytalanul súlyos fegyelmi büntetéseket szab ki rájuk. Willie és a többi tiszt fokozatosan meggyűlöli az új parancsnokot, aki ráadásul gyáva is: nem meri a kapott feladatnak megfelelően a rohamcsónakokat az ellenséges parthoz megfelelő közel vezetni, hanem sárga festékjelzést vet ki, és idő előtt visszafordul (a tisztek ezentúl "vén sárgafolt"-nak nevezik), amikor a parti tüzérség a vele tevékenykedő másik hajót tűz alá veszi, nem siet a segítségére, hanem a tenger felé elmenekül.
Amikor a tiszti étkezőben megmaradt néhány szem földieper eltűnik a kamrából (noha ez tilos, de szokás szerint a felszolgálók ették meg), a parancsnok meg akarja ismételni fiatalkori bravúrját, amikor elfogott egy matrózt, aki álkulccsal dézsmálta a hajó raktárát; meg van győződve arról, hogy most is ez történt, és az egész hajó rendjét felborítja azzal, hogy a legénységtől minden kulcsot begyűjt, és ellenőrzésként a matrózokat meztelenre vetkőzve megmotoztatja. Máskor, mert dühös az egyik tiszt elvezénylése miatt, az egyenlítői forróságban két napra elzáratja a vizet a hajón, hogy víztakarékosságra szoktassa a legénységet és a tiszteket. Ténykedésével mélységesen felháborítja tisztjeit és legénységét. Az első tiszt, Maryk főhadnagy titkos naplót vezet a parancsnok balfogásairól és kitolásairól, mert a művelt, regényíró Keefer főhadnagy elültette a fülébe, hogy a parancsnok paranoiás elmebeteg.
A flotta támadásra indul, útvonalukat egy tájfun keresztezi. A Caine is végveszélybe kerül, a szél ismételten keresztbe fordítja, a kormány- és géphatások nem érvényesülnek. Queeg kapitány képtelen a helyzetet kezelni, görcsösen ragaszkodik ahhoz, hogy a flotta eredeti útvonalán haladjanak. Maryk főhadnagy (aki civilben is hajózott, és nagyon jó tengerész) úgy gondolja, hogy csak az mentheti meg a hajót az elsüllyedéstől, ha a széllel szembe fordulnak, és elárasztják vízzel az üres üzemanyagtartályokat is, hogy a hajónak nagyobb legyen a merülése, és így jobban kormányozhatóvá váljon. Amikor Queeg ezt megtiltja, Maryk a szolgálati szabályzat megfelelő pontjára hivatkozva (elme)beteggé nyilvánítja, és leváltja a parancsnokot. A továbbiakban az ő elgondolásai szerint hajóznak, a Caine megmenekül, sőt, egy elsüllyedt másik romboló legénységének néhány tagját is kimentik. Willie, mint őrtiszt, támogatta Maryket, amikor az a kapitányt leváltotta.
Partot érve, a leváltott kapitányt az orvosi vizsgálat szolgálatképesnek találja, és így Maryket, aki megfelelő jogalap és felhatalmazás nélkül váltotta le a parancsnokát, zendülés miatt hadbíróság elé állítják. A vádat később "a rend és fegyelem ellen elkövetett vétség"-re enyhítik, de ha őt elítélik, az őt támogató Willie is hadbíróság elé kerül.
A hadbírósági tárgyaláson Maryk védője, Greenwald hadnagy, aki civilben sikeres ügyvéd, eléri azt, hogy – noha az orvosi szakvélemény szerint Queeg nem elmebeteg, és így Maryk "orvosi naplója" semmit sem ér – a bíróság megvizsgálja Queeg parancsnoki működését, és a flotta büszkeségét fenntartva megállapítsa, hogy, mivel gyáva tiszt nem emelkedhet az USA egy hadihajójának parancsnokává, viselkedését csak elmebetegség magyarázhatja. Maryket felmentik.
Willie idővel a Caine első tisztje, majd – már a japán fegyverletétel után, csak a hajó utolsó útjára – a kapitánya lesz. A hajdani lógós bárzongorista érett, tapasztalt, bátorságáért kitüntetett férfiként szerel le, a Caine-t kivonják a szolgálatból. Hazatérése után megkeresi szerelmét, Mayt, és végre házassági ajánlatot tesz neki. A regény ezt a szálat nyitva hagyja, de a kedvező folytatás a 'levegőben lóg'.

## Tartalom
A bevezető szöveg és a tartalomjegyzék a könyv harmadik kiadásán alapszik.

### Bevezető szöveg
Ez a könyv nem egy szokványos, régimódi zendülés históriája. Nem csattognak benne kardok, nem verik benne vasra a kapitányt, és még a lázadóvá züllesztett, kétségbeesett matrózok is hiányoznak belőle. Ez mindjárt érthető, ha megtudjuk, hogy az eset 1944-ben történt, mégpedig az Egyesült Államok haditengerészetében. A vizsgáló bizottság zendülés címén javasolt vádemelést a részvevők ellen, és az ügy úgy is vált ismertté az egész flottánál, mint a ZENDÜLÉS A CAINE HADIHAJÓN. Történetünk Willie Keithszel kezdődik, az ő személye szolgált ugyanis az események gyújtópontjául. Ne feledjük, a páncélszekrények nehéz ajtaja is egy apró drágakő csapágy körül forog.

### Tartalomjegyzék
- Első könyv: Willie Keith (10. oldal)
  - Első fejezet: Új élet küszöbén (11. oldal)
  - Második fejezet: May Wynn (22. oldal)
  - Harmadik fejezet: Keith kadét (42. oldal)
  - Negyedik fejezet: Keith kadét bajban (53. oldal)
  - Ötödik fejezet: Keith kadét parancsot kap (67. oldal)
- Második könyv: A Caine (85. oldal)
  - Hatodik fejezet: Dr. Keith levele (87. oldal)
  - Hetedik fejezet: A Caine (104. oldal)
  - Nyolcadik fejezet: De Vriess kapitány (120. oldal)
  - Kilencedik fejezet: Az első nap a tengeren (142. oldal)
  - Tizedik fejezet: Az elkallódott távirat (162. oldal)
- Harmadik könyv: Queeg korvettkapitány (185. oldal)
  - Tizenegyedik fejezet: A parancsnokcsere (187. oldal)
  - Tizenkettedik fejezet: Az új szellem (206. oldal)
  - Tizenharmadik fejezet: Nincs még egy ilyen célvontató! (225. oldal)
  - Tizennegyedik fejezet: Queeg szőnyegre kerül (257. oldal)
  - Tizenötödik fejezet: A hazatérés öröme (272. oldal)
- Negyedik könyv: Szabadságon (295. oldal)
  - Tizenhatodik fejezet: Újra a szárazföldön (297. oldal)
  - Tizenhetedik fejezet: Két üveg pezsgő (310. oldal)
  - Tizennyolcadik fejezet: Stilwell eltávozást kap (325. oldal)
- Ötödik fejezet: A zendülés (337. oldal)
  - Tizenkilencedik fejezet: Az engedelmesség varázsköve (339. oldal)
  - Huszadik fejezet: A sárga folt (356. oldal)
  - Huszonegyedik fejezet: Halál és fagylalt (373. oldal)
  - Huszonkettedik fejezet: A nagy szomjúság (385. oldal)
  - Huszonharmadik fejezet: Stilwell bajtársi bíróság előtt (396. oldal)
  - Huszonnegyedik fejezet: Maryk titkos naplója (413. oldal)
  - Huszonötödik fejezet: Roland Keefert kitüntetik (427. oldal)
  - Huszonhatodik fejezet: Egy vödör földieper (441. oldal)
  - Huszonhetedik fejezet: A kutatás (460. oldal)
  - Huszonnyolcadik fejezet: Látogatás a zászlóshajón (477. oldal)
  - Huszonkilencedik fejezet: A tájfun (486. oldal)
  - Harmincadik fejezet: A zendülés (505. oldal)
- Hatodik könyv: A hadbíróság (533. oldal)
  - Harmincegyedik fejezet: A védő (535. oldal)
  - Harminckettedik fejezet: Willie szabadságon (553. oldal)
  - Harmincharmadik fejezet: A hadbírósági tárgyalás első napja (583. oldal)
  - Harmincnegyedik fejezet: A hadbírósági tárgyalás második napja – Délelőtt (611. oldal)
  - Harmincötödik fejezet: A hadbírósági tárgyalás második napja – Délután (627. oldal)
  - Harminchatodik fejezet: Queeg és Greenwald párharca (654. oldal)
  - Harminchetedik fejezet: Az ítélet (677. oldal)
- Hetedik könyv: A Caine utolsó kapitánya (691. oldal)
  - Harmincnyolcadik fejezet: A kamikaze-repülő (693. oldal)
  - Harminckilencedik fejezet: A szerelmeslevél (714. oldal)
  - Negyvenedik fejezet: A Caine utolsó kapitánya (736. oldal)

## Magyarul
- Zendülés a Caine hadihajón. Regény; ford. Árkos Antal; Zrínyi, Bp., 1969

## Adaptációk
A regényből Edward Dmytryk forgatott filmet azonos címmel címmel 1954-ben, amelyben Humphrey Bogart játszotta Queeg kapitány szerepét. A film elég rövid a könyvhöz képest és ha a néző nem olvasta a regényt, akkor nem igazán érthet egy-két részt vagy jelenetet a filmben, ráadásul nem is igazán kristályosodik ki a könyv története, mondanivalója.
A könyv sikere után, a bírósági tárgyalásos jelenetet egy kétfelvonásos darabban mutatták be a Broadway-n Zendülés a Caine hajón címen, amit szintén Herman Wouk írt. 1954-ben a darab nagy sikert aratott Charles Laughton főszereplésével, majdnem öt hónappal a film megjelenése előtt. A színházi változatban Lloyd Nolan Queeg kapitányt, John Hodiak Maryk-t, Henry Fonda pedig Greenwald-ot játszotta. Kétszer futtatták fel a darabot a Boradway-en, amit 1955-ben a televízióban is bemutattak, majd 1988-ban televíziós filmként játszották le.

## Külső hivatkozások
- Spark Notes – Zendülés a Caine hadihajón (angolul)
- Fellázadó Caine – Wouk egy videóban elmélkedik a regényéről a mű 50. évfordulóján. (angolul)
- Az elő kiadás borítójának képei (angolul)